# Cantó de Sabardu
El cantó de Sabardu és un cantó francès del departament de l'Arieja, a la regió d'Occitània. Està enquadrat al districte de Pàmies, té 14 municipis i el cap cantonal és Sabardu.

## Municipis
- La Bastida de Lordat
- Bria
- Cante
- Esplàs
- Gaudièrs
- Justinhac
- L'Abatut
- Lissac
- Maseras
- Montaut
- Sent Quirc
- Sabardu
- Tremolet
- Le Vernet